# Barok
Barók je slog v arhitekturi, glasbi, plesu, slikarstvu, kiparstvu in drugih umetnostih, ki je v Evropi cvetel od začetka 17. stoletja do 1740-ih. Na ozemljih španskega in portugalskega cesarstva, vključno z Iberskim polotokom, se je nadaljeval, skupaj z novimi slogi, do prvega desetletja 19. stoletja. Sledil je renesančni umetnosti in manierizmu ter pred rokokojem (v preteklosti pogosto imenovan ‘pozni barok’) in neoklasicističnem slogom. Rimskokatoliška cerkev ga je spodbujala kot sredstvo zstrogosti protestantske arhitekture, umetnosti in glasbe, čeprav se je v nekaterih delih Evrope razvijala tudi luteranska baročna umetnost.
Baročni slog je uporabil kontrast, gibanje, bujne detajle, globoko barvo, veličino in presenečenje, da bi dosegel občutek strahospoštovanja. Slog se je začel v začetku 17. stoletja v Rimu, nato pa se hitro razširil v Francijo, severno Italijo, Španijo in Portugalsko, nato v Avstrijo, južno Nemčijo in Rusijo. Do 1730-ih se je razvil v še bolj razkošen slog, imenovan rocaille ali rokoko, ki se je pojavil v Franciji in Srednji Evropi do sredine do konca 18. stoletja.
V dekorativni umetnosti slog uporablja obilno in zapleteno ornamentiko. Odmik od renesančnega klasicizma ima v vsaki državi svoje načine. Toda splošna značilnost je, da so povsod izhodišče okrasni elementi, ki jih je uvedla renesansa. Klasični repertoar je natrpan, gost, prekrivajoč se, naložen, da povzroči šok učinke. Novi motivi, ki jih je uvedel barok, so: kartuša, trofeje in orožje, košare s sadjem ali cvetjem in drugo, izdelani v intarzijah, štukaturah ali izrezljani.

## Izvor besede
Beseda baroque prihaja neposredno iz francoščine. Nekateri učenjaki trdijo, da je francoska beseda izvirala iz portugalskega izraza barroco ('pokvarjen biser'), ki kaže na latinsko verruca  ('bradavica') ali na besedo s pripono -ǒccu (pogosta v predrimski Iberiji). Drugi viri predlagajo srednjeveški latinski izraz, ki se uporablja v logiki baroco kot najverjetnejši vir.
V 16. stoletju je srednjeveška latinska beseda baroco presegla učenjaško logiko in se začela uporabljati za označevanje vsega, kar se je zdelo nesmiselno zapleteno. Francoski filozof Michel de Montaigne (1533–1592) je izraz baroco povezal z »bizarnim in neuporabno zapletenim«. Drugi zgodnji viri baroco povezujejo z magijo, zapletenostjo, zmedenostjo in presežki.
Beseda baroque je bila pred 18. stoletjem povezana tudi z nepravilnimi biseri. Francoski baroque in portugalski baroco sta bila pogosto povezana z nakitom. Primer iz leta 1531 uporablja izraz za opis biserov v popisu zakladov Karla V.  Kasneje se ta beseda pojavi v izdaji Le Dictionnaire de l'Académie Française iz leta 1694, ki baroque opisuje kot »samo za bisere, ki so nepopolno okrogli«. V portugalskem slovarju iz leta 1728 je barroco podobno opisan kot »grob in neenakomeren biser«.
Alternativna izpeljava besede baroque kaže na ime italijanskega slikarja Federica Baroccija (1528–1612).
V 18. stoletju se je ta izraz začel uporabljati za opisovanje glasbe in ne na laskav način. V anonimnem satiričnem pregledu premiere Hippolyte et Aricie Jean-Philippa Rameauja oktobra 1733, ki je bil natisnjen v Mercure de France maja 1734, je kritik zapisal, da je novost v tej operi du barocque in se pritožuje, da je glasba imela pomanjkljivo skladno melodijo, bila je varčna z disonancami, nenehno je spreminjala tipko in takt in hitro tekla skozi vsako kompozicijsko enoto.
Leta 1762 je Le Dictionnaire de l'Académie Française zabeležil, da bi lahko izraz figurativno opisoval nekaj »nepravilnega, bizarnega ali neenakega«.
Jean-Jacques Rousseau, ki je bil tudi glasbenik, skladatelj in filozof, je leta 1768 v L'Encyclopédie zapisal: »Baročna glasba je tista, v kateri je harmonija zmedena in napolnjena z modulacijami in disonancami. Petje je ostro in nenaravno, intonacija težka in gibanje omejeno. Zdi se, da izraz izhaja iz besede baroco, ki jo uporabljajo logiki«.
Leta 1788 je Quatremère de Quincy izraz v Encyclopédie Méthodique opredelil kot »arhitekturni slog, ki je zelo okrašen in mučen«.
Francoski izrazi slog baroque in musique baroque so se pojavili v Le Dictionnaire de l'Académie Française leta 1835. Do sredine 19. stoletja so likovni kritiki in zgodovinarji sprejeli izraz baroque kot način za posmeh postrenesančni umetnosti. To je bil smisel besede, kot ga je leta 1855 uporabil vodilni umetnostni zgodovinar Jacob Burckhardt, ki je zapisal, da so baročni umetniki »prezirali in zlorabljali podrobnosti«, ker jim ni bilo do »spoštovanja tradicije«.
Leta 1888 je umetnostni zgodovinar Heinrich Wölfflin objavil prvo resno akademsko delo o slogu Renaissance und Barock, ki je opisovalo razlike med slikarstvom, kiparstvom in arhitekturo renesanse in baroka.

## Arhitektura: izvor in značilnosti
Baročni slog arhitekture je bil rezultat doktrin, ki jih je katoliška cerkev sprejela na Tridentskem koncilu v letih 1545–63 kot odgovor na protestantsko reformacijo. Prva faza protireformacije je verski arhitekturi naložila strog akademski slog, ki je bil privlačen za intelektualce, ne pa tudi za množico obiskovalcev cerkve. Tridentski koncil se je namesto tega odločil, da bo pozval k bolj priljubljeni publiki in razglasil, da bi morale umetnosti z neposrednim in čustvenim sodelovanjem sporočati verske teme. Podobno se je luteranska baročna umetnost razvila kot izpovedni marker identitete kot odgovor na Veliki ikonoklazem kalvinistov.
Baročne cerkve so bile zasnovane z velikim osrednjim prostorom, kjer so bili verniki blizu oltarja, s kupolo visoko nad glavo, ki je omogočala osvetlitev cerkve spodaj. Kupola je bila ena od osrednjih simbolnih značilnosti baročne arhitekture, ki je ponazarjala združitev nebes in zemlje. Notranjost kupole je bila razkošno okrašena z slikami angelov in svetnikov ter angelskimi kipci iz štukature, kar naredi vtis tistim spodaj da gledajo v nebesa.
Druga značilnost baročnih cerkva je quadratura; trompe l'oeil poslikave na stropu v štukaturnih okvirih, bodisi resničnih bodisi poslikanih, natrpane s slikami svetnikov in angelov in povezane z arhitekturnimi detajli z balustradami in konzolami. Zdi se, da quadratura slike Atlantov pod vencem podpirajo strop cerkve. Za razliko od poslikanega stropa Michelangela v Sikstinski kapeli, ki je kombinacija različnih prizorov, vsak s svojo perspektivo, ki jih je bilo mogoče gledati enega za drugim, so bile baročne stropne slike skrbno ustvarjene, da bi lahko gledalec na tleh cerkve videl celoten strop v pravilni perspektivi, kot da so figure resnične.
Notranjost baročnih cerkva je v visokem baroku postajala vedno bolj okrašena in usmerjena okoli oltarja, običajno postavljenega pod kupolo. Najbolj slavna baročna okrasna dela visokega baroka sta Stol svetega Petra (1647–53) in Baldahin sv. Petra (1623–34), oba delo Gian Lorenza Berninija, v baziliki svetega Petra v Vatikanu. Baldahin svetega Petra je primer ravnovesja nasprotij v baročni umetnosti; orjaška razmerja predmeta z navidezno lahkotnostjo krošnje; in kontrast med trdnimi zvitimi stebri, bronom, zlatom in marmorjem predmeta s tekočimi draperijami angelov na krošnji. Dresdenska Frauenkirche služi kot izjemen primer luteranske baročne umetnosti, ki je bila dokončana leta 1743 po naročilu luteranskega mestnega sveta Dresdena in so jo »opazovalci iz 18. stoletja primerjali s cerkvijo sv. Petra v Vatikanu«.
Zaviti steber v notranjosti cerkva je ena od značilnosti baroka. Omogoča tako občutek gibanja kot tudi dramatičen nov način odsevanja svetlobe. Kartuša je bila še ena značilnost baročne dekoracije. To so bile velike plošče, izrezljane iz marmorja ali kamna, običajno ovalne in z zaobljeno površino, ki so nosile slike ali besedilo z pozlačenimi črkami in so bile postavljene kot notranja dekoracija ali nad vrati hiš stavb in so sporočale tistim spodaj. Kazale so najrazličnejše izume in so jih našli v vseh vrstah stavb, od stolnic in palač do majhnih kapelic.
Baročni arhitekti so včasih uporabljali prisilno perspektivo za ustvarjanje iluzij. Za Palazzo Spada v Rimu je Borromini uporabil stebre manjše velikosti, ožje dno in miniaturni kip na vrtu na njo, da bi ustvaril iluzijo, da je prehod dolg trideset metrov, ko pa je bil dejansko dolg le sedem metrov. Zdi se, da je kip na koncu prehoda v naravni velikosti, čeprav je visok le šestdeset centimetrov. Borromini je iluzijo zasnoval s pomočjo matematika.

### Italijanski barok
Prva stavba v Rimu, ki je imela baročno fasado, je bila cerkev Il Gesù leta 1584; bila je po kasnejših baročnih merilih navadna, vendar je zaznamovala prelom s tradicionalnimi renesančnimi fasadami, ki so bile pred njo. Notranjost te cerkve je ostala zelo stroga do visokega baroka, ko je bila razkošno okrašena.
V Rimu leta 1605 je Pavel V. postal prvi iz serije papežev, ki so naročili bazilike in cerkvene zgradbe, namenjene vzbujanju čustev in strahospoštovanja s širjenjem oblik ter bogastvom barv in dramatičnih učinkov. Med najvplivnejšimi spomeniki zgodnjega baroka sta bili pročelje bazilike svetega Petra (1606–1619) ter nova ladja in loža, ki sta fasado povezovala z Michelangelovo kupolo v prejšnji cerkvi. Nova zasnova je ustvarila dramatičen kontrast med naraščajočo kupolo in nesorazmerno široko fasado ter kontrastom na sami fasadi med dorskimi stebri in veliko maso portika.
Sredi do konca 17. stoletja je slog dosegel vrhunec, pozneje imenovan visoki barok. Številna monumentalna dela sta naročila papeža Urban VIII. in  Aleksander VII. Kipar in arhitekt Gian Lorenzo Bernini je zasnoval novo kolonado okoli Trga svetega Petra (1656 do 1667). Tri galerije stebrov v orjaški elipsi uravnotežijo preveliko kupolo in dajejo Cerkvi in trgu enotnost in občutek velikanskega gledališča.
Drug pomemben inovator italijanskega visokega baroka je bil Francesco Borromini, katerega glavno delo je bila cerkev San Carlo alle Quattro Fontane (sveti Karel pri štirih fontanah) (1634–46). Občutka za gibanje ne daje okras, temveč same stene, ki se valijo in konkavni in konveksni elementi, vključno z ovalnim stolpom in balkonom, vstavljenim v konkavno prečko. Notranjost je bila prav tako revolucionarna; glavni prostor cerkve je bil ovalen, pod ovalno kupolo.
Poslikani stropi, polni angelov in svetnikov ter arhitekturni učinki trompe-l'oel, so bili pomembna značilnost italijanskega visokega baroka. Med glavnimi deli sta bila Vhod svetega Ignacija v raj Andrea Pozza (1685–1695) v cerkvi svetega Ignacija v Rimu in Triumf imena Jezusa Giovannija Battiste Gaullija v cerkvi Il Gesù v Rimu (1669– 1683), na katerem so bile figure, ki se izlivajo iz okvirja slike in dramatična poševna osvetlitev ter svetlo-temni kontrasti.
Slog se je hitro razširil iz Rima v druge regije Italije: pojavil se je v Benetkah v cerkvi Santa Maria della Salute (1631–1687) Baldassareja Longhene, zelo izvirne osmerokotne oblike, okronane z ogromno kupolo. Pojavil se je tudi v Torinu, zlasti v Cappella della Sacra Sindone (1668–1694) Guarina Guarinija. Slog so začeli uporabljati tudi v palačah; Guarini je zasnoval palačo Carignano v Torinu, Longhena pa Ca' Rezzonico ob kanalu Grande (1657), ki jo je končal Giorgio Massari z okrašenimi slikami Giovannija Battiste Tiepola. Niz močnih potresov na Siciliji je zahteval obnovo večine, več pa jih je bilo zgrajenih v bujnem poznobaročnem ali rokokojskem slogu.
- Fasada Jezusove cerkve v Rimu (1584)
- Strop v Jezusovi cerkvi (1674–1679)
- Ca Rezzonico, Benetke (1649–1656)
- Kartuše, ki krasijo dvorišče palače Spada v Rimu, Francesco Borromini (1632)
- Galerija s prisilno perspektivo Francesca Borrominija, ki ustvarja iluzijo, da je hodnik veliko daljši, kot je v resnici, v Palazzo Spada (1632)
- Stol sv. Petra, Gian Lorenzo Bernini, v baziliki sv. Petra iz Rima (1657–1666)

### Španski barok
Katoliška cerkev v Španiji in zlasti jezuiti so bili gonilna sila španske baročne arhitekture. Prvo večje delo v tem slogu je bila kapela San Isidro v Madridu, ki jo je leta 1643 začel Pedro de la Torre. Izjemno bogastvo ornamenta na zunanjosti je nasproti postavil preprostosti v notranjosti, razdeljeni na več prostorov in z uporabo svetlobnih učinkov ustvarili občutek skrivnosti. Stolnica v Santiagu de Compostela je bila posodobljena z vrsto baročnih dodatkov, ki so se začeli konec 17. stoletja, začenši z zelo okrašenim zvonikom (1680), nato pa še dva višja in bolj okrašena stolpa, imenovana Obradorio, med 1738 in 1750 Fernando de Casas Novoa. Druga znamenitost španskega baroka je stolp kapele  palače San Telmo v Sevilji, delo Leonarda de Figueroe.
Granada je bila od Mavrov osvojena šele v 15. stoletju in je imela svojo različno različico baroka. Slikar, kipar in arhitekt Alonso Cano je oblikoval baročno notranjost stolnice v Granadi med letoma 1652 in njegovo smrtjo leta 1657. V njej so dramatični kontrasti masivnih belih stebrov in zlatega dekorja.
Najbolj ornamentalna in razkošno okrašena arhitektura španskega baroka se imenuje slog Churrigueresque, poimenovana po bratih Churriguera, ki so delali predvsem v Salamanci in Madridu. Njihova dela vključujejo zgradbe na glavnem mestnem trgu, Plaza Mayor v Salamanci (1729). Ta zelo okrašen baročni slog je zelo vplival na številne cerkve in stolnice, ki so jih zgradili Španci v Ameriki.
Drugi pomembni španski baročni arhitekti poznega baroka so Pedro de Ribera, učenec Churriguere, ki je zasnoval kraljevski hospic San Fernando v Madridu, in Narciso Tomé, ki je zasnoval slavno oltarno ploščo El Transparente v stolnici v Toledu (1729–32), daje iluzijo, da v določeni svetlobi lebdi navzgor.
Arhitekti španskega baroka so imeli vpliv daleč izven Španije; njihovo delo je imelo velik vpliv v cerkvah, zgrajenih v španskih kolonijah v Latinski Ameriki in na Filipinih. Dober primer je cerkev, ki so jo jezuiti zgradili za šolo v Tepotzotlanu z bogato baročno fasado in stolpom.
- Stolnica Kristusovega učlovečenja,  Granada (1652–1657)
- Oltar Convento de San Esteban iz Salamance (1690)
- Plaza Mayor, Salamanca (1729)
- Hospic San Fernando, Madrid (1750)

### Srednja Evropa in rokoko (1740–1770)
Od 1680 do 1750 so v Srednji Evropi, na Bavarskem, v Avstriji, na Češkem in na jugozahodu Poljske zgradili številne zelo okrašene stolnice, samostanske in romarske cerkve. Nekatere so bile v rokokojskem slogu, izrazitem, bolj razkošnem in asimetričnem slogu, ki je nastal iz baroka, nato pa ga je v srednji Evropi v prvi polovici 18. stoletja zamenjal, dokler tega ni zamenjal klasicizem.
Knezi množice držav v tej regiji so za svoje palače in bivališča tudi izbrali barok ali rokoko, za gradnjo pa pogosto uporabljali italijansko izobražene arhitekte. Pomembni arhitekti so bili Johann Fischer von Erlach, Johann Lukas von Hildebrandt in Dominikus Zimmermann na Bavarskem, Balthasar Neumann v Bruhlu in Matthäus Daniel Pöppelmann v Dresdnu. V Prusiji je Friderika II. navdihnil Veliki trianon v Versajski palači in ga uporabil kot vzor za svojo poletno rezidenco Sanssouci v Potsdamu, ki ga je zanj zasnoval Georg Wenzeslaus von Knobelsdorff (1745–1747). Drugo delo baročne palačne arhitekture je Zwinger v Dresdnu, nekdanja oranžerija palače saških vojvod v 18. stoletju.
Eden najboljših primerov rokokojske cerkve je Bazilika Vierzehnheiligen ali bazilika štirinajstih svetih pomočnikov, romarska cerkev v bližini mesta Bad Staffelsteina blizu Bamberga na Bavarskem na jugu Nemčije. Baziliko je zasnoval Balthasar Neumann in je bila zgrajena med letoma 1743 in 1772, njen načrt pa predstavlja vrsto prepletajočih se krogov okoli osrednjega ovala z oltarjem, postavljenim v središču cerkve. Notranjost te cerkve ponazarja vrh rokokojske dekoracije.
Drug pomemben primer sloga je romarska cerkev v Wiesu (nemško Wieskirche). Zasnovala sta jo brata J. B. in Dominikus Zimmermann. Stoji v vznožju Alp, v občini Steingaden v okrožju Weilheim-Schongau, Bavarska, Nemčija. Gradnja je potekala med letoma 1745 in 1754, notranjost pa je bila po tradiciji šole Wessobrunner okrašena s freskami in štukaturami. Zdaj je na Unescovem seznamu svetovne dediščine.
Drug pomemben primer je  cerkev sv. Nikolaja (Malá Strana) v Pragi (1704–55), ki sta jo zgradila Christoph Dientzenhofer in njegov sin Kilian Ignaz Dientzenhofer. Dekoracija pokriva vse stene notranjosti cerkve. Oltar je postavljen v ladji pod osrednjo kupolo, obkrožen s kapelicami, svetloba se spušča iz kupole nad in iz okoliških kapelic. Oltar je v celoti obdan z oboki, stebri, ukrivljenimi ograjami in pilastri iz barvnega kamna, vse bogato okrašeno s kipi, kar ustvarja namerno zmedo med pravo arhitekturo in okrasjem. Arhitektura se spremeni v gledališče svetlobe, barv in gibov.
Na Poljskem je italijanski poljski barok trajal od začetka 17. do sredine 18. stoletja in poudarjal bogastvo detajlov in barv. Prva baročna stavba v današnji Poljski in verjetno ena najbolj prepoznavnih je  cerkev sv. Petra in Pavla v Krakovu, ki jo je zasnoval Giovanni Battista Trevano. Sigismundov steber v Varšavi, postavljen leta 1644, je bil prvi posvetni baročni spomenik na svetu, zgrajen v obliki stebra. Slog palačnega bivališča  ponazarja Wilanów palača, zgrajena med letoma 1677 in 1696. Najbolj priznan baročni arhitekt, ki je deloval na Poljskem, je bil Nizozemec Tylman van Gameren, med pomembnejša dela pa spadajo varšavska cerkev sv. Kazimierz in palača Krasiński, cerkev sv. Ane v Krakovu in palača Branicki v Bialystoku. Najbolj slavno delo poljskega baroka pa je cerkev Fara v Poznanju, s podrobnostmi Pompea Ferrarija.
- Cerkev  Fara, Poznanj (Poljska) (1651–1701)
- Ostanki palače Zwinger v Dresdnu (1710–1728)
- Strop samostana Ottobeuren na Bavarskem (1711–1725)
- Knjižnica Clementinum, jezuitska univerza, Praga (1722)
- Karlskirche (Dunaj), Fischer von Erlach (posvečena 1737)
- Bazilika Vierzehnheigen,  Bavarska, Balthasar Neumann (1743–1772)
- Sanssouci, Potsdam, Georg Wenzeslaus von Knobelsdorff (1745–1747)
- Vzhodna fasada Würzburške rezidence, Würzburg, (nemčija)

### Francoski barok ali klasicizem
Francija se je v veliki meri uprla okrašenemu baročnemu slogu Italije, Španije, Dunaja in preostale Evrope. Francoski baročni slog (v Franciji ga pogosto imenujejo veliki klasicizem ali preprosto klasicizem) je tesno povezan z deli, zgrajenimi za Ludvika XIV. in Ludvika XV.; odlikuje ga bolj geometrični red in mera kot barok ter manj dodelana dekoracija na fasadah in v notranjosti. Ludvik XIV. je mojstra baroka Berninija povabil, naj predloži zasnovo novega krila Louvra, vendar jo je zavrnil v prid bolj klasičnemu oblikovanju Clauda Perraulta in Louisa Le Vaua.
Glavni arhitekti sloga so bili François Mansart (Chateau de Balleroy, 1626–1636), Pierre Le Muet (cerkev Val-de-Grâce, 1645–1665), Louis Le Vau (Graščina Vaux-le-Vicomte, 1657–1661) in zlasti Jules Hardouin Mansart in Robert de Cotte, katerih delo je vključevalo Galerie des Glaces in Veliki trianon v Versaillesu (1687–1688). Mansart je bil odgovoren tudi za baročni klasicizem Place Vendôme (1686–1699).{{sfn|Hopkins|2014|p=84, 85}
Najpomembnejši kraljevi projekt tega obdobja je bila razširitev Versajske palače, ki jo je leta 1661 začel Le Vau z okrasom slikarja Charlesa Le Bruna. Vrtove je zasnoval André le Notre posebej za dopolnitev in razširitev arhitekture. Galerija ogledal (Galerie des Glaces), osrednji del dvorca s slikami Le Bruna, je bila zgrajena med letoma 1678 in 1686. Mansart je zaključil Veliki Trianon leta 1687. Kapela, ki jo je zasnoval de Cotte, je bila končana leta 1710. Po smrti Ludvika XIV. je Ludvik XV. dodal bolj intimni Mali Trianon in zelo okrašeno gledališče. Vodnjaki na vrtovih so bili zasnovani tako, da jih je mogoče videti iz notranjosti in dodati dramatičen učinek. Palačo so občudovali in kopirali tudi drugi evropski monarhi, zlasti Peter Veliki Ruski, ki je obiskal Versailles zgodaj v času vladavine Ludvika XV. in med letoma 1705 in 1725 zgradil svojo različico v palači Peterhof pri Sankt Peterburgu.
- Cerkev Saint-Paul-Saint-Louis, prva pariška cerkev s fasado v novem baročnem slogu (1616–20)
- Graščina Vaux-le-Vicomte, Maincy (1657–1661)
- Vzhodna fasada Louvra, Claude Perrault in Louis Le Vau (1668–1680)
- Dvorana ogledal v Versajski palači (1678–1686)
- Dôme des Invalides, del Les Invalides (Pariz)
- Place des Victoires (1684–1697), Jules Hardouin-Mansart

### Portugalski barok
Baročna arhitektura na Portugalskem je trajala približno dve stoletji (konec 17. in 18. stoletja). Vladavini Ivana V. in Jožefa I. so povečale uvoz zlata in diamantov v obdobju, imenovanem kraljevi absolutizem, ki je omogočilo razcvet portugalskega baroka.
Baročna arhitektura na Portugalskem je imela ima posebne razmere in drugačen časovni okvir kot v preostali Evropi.
Pogojena je bila z več političnimi, umetniškimi in ekonomskimi dejavniki, ki so izvirali iz več faz in različnimi vrstami zunanjih vplivov, kar ima za posledico edinstveno mešanico, ki jo tisti, ki iščejo italijansko umetnost, pogosto ne razumejo, namesto tega najdejo posebne oblike in značaj, edinstveno za portugalsko vrsto. Drugi ključni dejavnik je obstoj jezuitske arhitekture, imenovane tudi preprosti slog (Estilo Chão ali Estilo Plano), ki je, tako kot ime vzbuja, bolj preprost in se zdi nekoliko strog.
Stavbe so enoprostorne bazilike, z globoko glavno kapelo, stranskimi kapelicami (z majhnimi vrati za komunikacijo), brez notranje in zunanje dekoracije, zelo preprostim portalom in okni. Gre za zelo praktično zgradbo, ki omogoča uporabo po celotnem imperiju z manjšimi prilagoditvami in pripravo za poznejšo dekoracijo ali ko bodo na voljo gospodarski viri.
Dejansko zgradb prvega portugalskega baroka ne manjka, ker je preprosti slog enostavno preoblikovati z okrasjem (slikanje, polaganje ploščic itd.), ki prazna območja spremeni v pompozne, dodelane baročne prizore. Enako bi lahko veljalo za zunanjost. Nato je zgradbo enostavno prilagoditi okusu časa in kraja ter dodati nove funkcije in podrobnosti. Praktično in ekonomično.
Z več prebivalci in boljšimi gospodarskimi viri je bila arhitekturna prenova severa, zlasti območja Porta in Braga, vidna na velikem seznamu cerkva, samostanov in palač, ki jih je zgradila aristokracija.
Porto je mesto baroka na Portugalskem. Njegovo zgodovinsko središče je del Unescovega seznama svetovne dediščine.
Številna baročna dela na zgodovinskem območju mesta in širše pripadajo Nicolauu Nasoniju, italijanskemu arhitektu, ki je živel na Portugalskem in je risal originalne stavbe s scenografsko postavitvijo, kot sta cerkev s stolpom Clérigos, loža stolnice v Portu, cerkev Misericórdia, palača São João Novo, palača Freixo,  škofovska palača (portugalščina Paço Episcopal do Porto), skupaj s številnimi drugimi.

### Ruski barok
Main articles: Naryshkin Baroque, Petrine Baroque, Elizabethan Baroque, and Siberian Baroque
Prvenec ruskega baroka ali petrovski barok je sledil daljšemu obisku Petra Velikega v zahodni Evropi v letih 1697–98, kjer je obiskal palači Fontainebleu in Versailles ter druge arhitekturne spomenike. Po vrnitvi v Rusijo se je odločil zgraditi podobne spomenike v Sankt Peterburgu, ki je leta 1712 postal nova prestolnica Rusije. Med zgodnje pomembnejše spomenike petrovskega baroka spadajo cerkev Petra in Pavla in Menšikova palača.
V času vladavine carice Ane in Elizabete Petrovne je v ruski arhitekturi prevladoval razkošen baročni slog v Italiji rojenega Bartolomea Rastrellija, ki se je razvil v elizabetinski barok. Podpisne stavbe Rastrellija so Zimski dvorec, Katarinina palača in Samostan Smolni. Drugi prepoznavni spomeniki elizabetinskega baroka so zvonik Trojiškega samostana sv. Sergija in Rdeča vrata.
V Moskvi se je moskovski barok (tudi nariškinov barok) razširil, zlasti v arhitekturi vzhodnih pravoslavnih cerkva v poznem 17. stoletju. Bil je kombinacija zahodnoevropskega baroka s tradicionalnimi ruskimi ljudskimi slogi.

### Barok v španskih in portugalskih kolonijah v Amerikah
Zaradi kolonizacije Amerik s strani evropskih držav se je barok naravno preselil v Novi svet, pri čemer je našel še posebej ugodno podlago v regijah, kjer sta prevladovali Španija in Portugalska, pri čemer sta bili obe državi centralizirani in nepovratno katoliški monarhiji, podrejeni Rimu in pripadnikom najbolj značilne baročne protireformacije. Evropski umetniki so se preselili v Ameriko in se šolali ter skupaj s širokim prodorom katoliških misijonarjev, med katerimi so bili mnogi spretni umetniki, ustvarili raznolik barok, na katerega je pogosto vplival priljubljeni okus. Obrtniki kreolci in domorodni ljudje so veliko prispevali k temu baroku edinstvenih značilnosti. Glavna središča gojenja ameriškega baroka, ki še vedno stojijo, so (v tem zaporedju) Mehika, Brazilija, Peru, Ekvador, Kuba, Kolumbija, Bolivija, Gvatemala in Portoriko.
Posebej velja omeniti tako imenovani misijonski barok, razvit v okviru španskega zasedenega območja, ki je segalo od Mehike in jugozahodnih delov današnjih ZDA do juga do Argentine in Čila, avtohtonih naselij, ki so jih organizirali španski katoliški misijonarji, da bi  domačine spreobrnili v krščansko vero in jih uvedli v zahodni način življenja; tvori hibridni barok, na katerega je vplivala domorodna kultura, kjer so ustvarjali kreolci in mnogi indijanski obrtniki in glasbeniki, tudi pismeni, nekateri z velikimi sposobnostmi in talentom. Poročila misijonarjev pogosto ponavljajo, da je zahodna umetnost, zlasti glasba, imela hipnotičen vpliv na domačine, podobe svetnikov pa so bile videti kot velika moč. Številni Indijanci so se spreobrnili in nastala je nova oblika pobožnosti, strastne intenzivnosti, obremenjena z mističnostjo, vraževerjem in teatralnostjo, ki je navduševala pri prazničnih mašah, svetih koncertih in misterijih.
Za kolonialno baročno arhitekturo v španski Ameriki je značilna bogata dekoracija (portal cerkve La Profesa, Ciudad de Mexico; fasade, prekrite z azulejo ploščicami v slogu Puebla, kot v cerkvi San Francisco Acatepec v San Andrés Cholula in samostanski cerkvi San Francisco Puebla, ki se bo zaostrila v tako imenovanem churrigueresque slogu (Fasada Tabernaklja stolnice v Ciudad de México, avtorja Lorenza Rodrígueza; Cerkev San Francisca Javierja, Tepotzotlán; Cerkev Santa Prisca, Taxca). V Peruju gradnje, ki so se od leta 1650 večinoma razvijale v mestih Lima, Cusco, Arequipa in Trujillo, kažejo izvirne značilnosti, ki so napredovale celo do evropskega baroka, kot pri uporabi okrašenih sten in Salomonovih stebrov (cerkev la Compañía de Jesús, Cusco; Bazilika in samostan San Francisco, Lima). Spomeniki v drugih državah so: metropolitanska stolnica Sucre v Boliviji; stolnica bazilika Esquipulas v Gvatemali; stolnica Tegucigalpa v Hondurasu; Stolnica v Leónu, Nikaragva; cerkev la Compañía de Jesús, Quito, Ekvador; cerkev San Ignacio v Bogoti, Kolumbija; stolnica v Caracasu, Venezuela; Cabildo, Buenos Aires, v Argentini; cerkev Santo Domingo v Santiago de Chile, v Čilu in stolnica v Havani na Kubi. Spomniti se je treba tudi kakovosti cerkva španskih misijonov jezuitov v Boliviji, v Paragvaju, v Mehiki in španskih frančiškanskih misijonov v Kaliforniji.
V Braziliji, tako kot v metropoli na Portugalskem, ima arhitektura določen italijanski vpliv, običajno borominejske vrste, kot je razvidno iz stolnice Recife (1784) in cerkve Nossa Senhora da Glória do Outeiro v Riu de Janeiro (1739). V regiji Minas Gerais je treba izpostaviti delo Aleijadinha, avtorja skupine cerkva, ki izstopajo po ukrivljeni planimetriji, fasadah z vbočeno konveksnimi dinamičnimi učinki in plastično obdelavo vseh arhitekturnih elementov (cerkev São Francisco de Assis v Ouro Preto, 1765–1788).
- Cerkev San Francisco Acatepec, Mehika
- Stolnica Chihuahua, Ciudad de Mexico (1725–1792[44])
- Stolnica v Leónu, Nikaragva (1747–1814), Unescova svetovna dediščina
- Mala bazilika Frančiška Asiškega, Havana, Kuba (1548–1738[45])
- Cerkev Rosário dos Pretos, Ouro Preto (Brazilija) (1762–1799[46])
- Cerkev San Agustín, Quito, Ekvador (1606–1617[47])
- Palacio de Torre Tagle, Lima, Peru (1715–1735[48]), Balkoni Lime
- Cerkev Santo Domingo, Santiago de Chile, Čile (1747–1808[49])

### Barok v španskih in portugalskih kolonijah v Aziji
V portugalskih kolonijah Indije (Goa, Daman in Diu) je cvetel arhitekturni slog baročnih oblik, pomešanih s hindujskimi elementi, kot sta stolnica v Goi in bazilika Bom Jezus v Goi, v kateri je grobnica sv. Frančiška Ksaverija. Cerkev in samostani Goe so bili leta 1986 razglašeni za svetovno dediščino.
Na Filipinih, ki so bili že dolgo del španskega imperija, je ohranjeno veliko število baročnih zgradb, vključno Filipinske baročne cerkve na Unescovem seznamu svetovne dediščine, pa tudi baročno in neoklasicistično mesto Vigan, prav tako na Unescovem seznamu. Prav tako je bilo izjemno obzidano mesto Manila (Intramuros). Drugo mesto z opaznim ohranjenim španskim barokom je Tayabas.

## Slikarstvo
Baročni slikarji so se namerno ločili od slikarjev renesanse in manierizma po njej. V svoji paleti so uporabljali intenzivne in tople barve, še posebej pa so uporabili primarne barve, rdečo, modro in rumeno, pri čemer so vse tri pogosto postavili v neposredni bližini. [66] Izognili so se enakomerni osvetlitvi renesančnega slikarstva in uporabili močne kontraste svetlobe in teme na določenih delih slike, da bi usmerili pozornost na osrednja dejanja ali figure. V svoji kompoziciji so se izognili mirnim prizorom renesančnih slik in izbrali trenutke največjega gibanja in drame. Za razliko od mirnih obrazov renesančnih slik so obrazi na baročnih slikah jasno izražali svoja čustva. Pogosto so uporabljali asimetrijo, pri čemer so se akcije dogajale stran od središča slike, in ustvarjali osi, ki niso bile ne navpične ne vodoravne, ampak poševne levo ali desno, kar je dajalo občutek nestabilnosti in gibanja. Ta vtis gibanja so okrepili tako, da je v kostume oseb pihal veter ali so jih premikali z lastnimi gestami. Splošni vtisi so bili gibanje, čustva in dramatika. Drug bistveni element baročnega slikarstva je bila alegorija; vsaka slika je pripovedovala zgodbo in imela sporočilo, pogosto šifrirano v simbolih in alegoričnih likih, ki naj bi ga izobraženi gledalec poznal in prebral.
Zgodnji dokazi o italijanskih baročnih idejah v slikarstvu so se pojavili v Bologni, kjer so Annibale Carracci, Agostino Carracci in Ludovico Carracci skušali vrniti vizualne umetnosti v urejeni klasicizem renesanse. Njihova umetnost pa je vključevala tudi ideje osrednje protireformacije; to so bila močna čustva in religiozne podobe, ki so bile bolj privlačne za srce kot za razum.
Drug vpliven slikar baročne dobe je bil Michelangelo Merisi da Caravaggio. Njegov realističen pristop k človeški figuri, naslikan neposredno iz življenja in dramatično osvetljen na temnem ozadju, je šokiral sodobnike in odprl novo poglavje v zgodovini slikarstva. Drugi pomembni slikarji, ki so tesno povezani z baročnim slogom, so Artemisia Gentileschi, Guido Reni, Domenichino, Andrea Pozzo in Paolo de Matteis v Italiji; Francisco de Zurbarán in Diego Velázquez v Španiji; Adam Elsheimer v Nemčiji; in Nicolas Poussin in Georges de La Tour v Franciji (čeprav je Poussin večino svojega delovnega življenja preživel v Italiji). Poussin in La Tour sta sprejela 'klasični' baročni slog z manj poudarka na čustvih in večji pozornosti linij figur na sliki kot barvi.
Peter Paul Rubens je bil najpomembnejši slikar flamskega baročnega sloga. Rubensove visokonapolnjene kompozicije se sklicujejo na eruditske vidike klasične in krščanske zgodovine. Njegov edinstven in izjemno priljubljen baročni slog je poudarjal gibanje, barvo in čutnost, ki je sledila takojšnjemu, dramatičnemu umetniškemu slogu, ki je bil promoviran v protireformaciji. Rubens se je specializiral za izdelavo oltarnih slik, portretov, krajin in zgodovinskih slik mitoloških in alegoričnih tem.
Pomembno področje baročnega slikarstva je bila Quadratura ali slike v Trompe l'oeilu, ki so dobesedno 'prevarale oko'. Običajno so bile naslikane na štukaturi stropov ali zgornjih sten in balustrad, tisti na tleh pa so imeli vtis, da vidijo nebesa, naseljena z množico angelov, svetnikov in drugih nebeških figur, postavljenih ob naslikano nebo in namišljeno arhitekturo.
V Italiji so umetniki pogosto sodelovali z arhitekti pri notranji dekoraciji; Pietro da Cortona je bil eden izmed slikarjev 17. stoletja, ki je uporabljal ta iluzionistični način slikanja. Med njegovimi najpomembnejšimi naročili so bile freske, ki jih je naslikal za palačo družine Barberini (1633–39), da bi poveličal vladavino papeža Urbana VIII. Kompozicije Pietra da Cortone so bile največje okrasne freske, naslikane v Rimu od Michelangelovega dela v Sikstinski kapeli.
François Boucher je bil pomemben lik v občutljivejšem francoskem slogu rokokoja, ki se je pojavil v poznem baroku. Oblikoval je tapiserije, preproge in gledališko dekoracijo ter slikal. Njegovo delo je bilo izjemno priljubljeno pri Madame Pompadour, ljubici kralja Ludvika XV. Njegove slike so vsebovale mitološko romantične in blago erotične teme.
- Zmagoslavje Bakha in Adriane (del Ljubezni bogov); avtor Annibale Carracci; približno 1597–1600; freska; dolžina (galerija): 20,2 m; Palazzo Farnese (Rim))[58]
- Klicanje sv. Mateja (Caravaggio); Caravaggio; 1599–1600; olje na platnu; 3.2 x 3.4 m; cerkev sv. Ludvika Francoskega (Rim)
- Štirje kontinenti; Peter Paul Rubens; okoli 1615; olje na platnu; 209 x 284 cm; Umetnostnozgodovinski muzej (Dunaj, Avstrija)
- Ugrabitev Sabink;  Nicolas Poussin; 1634–1635; olje na platnu; 154.6 x 209.9 cm; Metropolitanski muzej umetnosti (New York)
- Karel I. na lovu; Anthonis van Dyck; okoli 1635; olje na platnu; 2.66 x 2.07 m; Louvre[59]
- Nočna straža; Rembrandt; 1642; olje na platnu; 363 × 437 cm; Rijksmuseum (Amsterdam)
- Umetnost slikanja;  Johannes Vermeer; 1666–1668; olje na platnu; 1.3 x 1.1 m; Umetnostnozgodovinski muzej
- Portret Ludvika XIV.; Hyacinthe Rigaud; 1701; olje na platnu; 277 × 194 cm; Louvre

### Španske Amerike
V španskih Amerikah so bili prvi vplivi seviljskega tenebrizma, predvsem  Zurbarána - nekatera dela so še vedno ohranjena v Mehiki in Peruju - kot je razvidno iz dela Mehičanov Joséja Juáreza in Sebastiana Lópeza de Arteage ter Bolivijca Melchorja Péreza de Holguína. Šola slikanja v Cuscu je nastala po prihodu italijanskega slikarja Bernarda Bittija leta 1583, ki je v Ameriko vnesel manierizem. Izpostavil je delo Luisa de Riana, učenca Italijana Angelina Medora, avtorja fresk cerkve San Pedro v Andahuaylillasu. Poudaril je tudi indijanska (kečujska) slikarja Diega Quispeja Tita in Basilija Santa Cruza Pumacallaa ter Marcosa Zapato, avtorja petdesetih velikih platen, ki pokrivajo visoke oboke stolnice v Cuscu. V Ekvadorju je bila ustanovljena šola Quito, ki sta jo v glavnem predstavljala mestic Miguel de Santiago in kreolec Nicolás Javier de Goríbar.
V 18. stoletju so kiparske oltarne slike začele nadomeščati slike, ki so razvijale predvsem baročno sliko v Ameriki. Podobno je raslo povpraševanje po civilnih delih, predvsem po portretih plemiških slojev in cerkvene hierarhije. Glavni vpliv je v nekaterih primerih imela Murillesque, - tako pri kreolcu Cristóbalu de Villalpandu, kot  Juanu de Valdés Lealu. Slika te dobe ima bolj sentimentalen ton, s sladkimi in mehkejšimi oblikami. Izpostavlja Gregorio Vásquez de Arce v Kolumbiji ter Juan Rodríguez Juárez in Miguel Cabrera v Mehiki.

## Kiparstvo
Prevladujoča figura v baročnem kiparstvu je bil Gian Lorenzo Bernini. Pod pokroviteljstvom papeža Urbana VIII. je naredil izjemno serijo monumentalnih kipov svetnikov in figur, katerih obrazi in kretnje so živo izražali njihova čustva, pa tudi portretne doprsne kipe izjemnega realizma in zelo okrasna dela za Vatikan, vključno z impozantnim Stolom sv. Petra pod kupolo v baziliki sv. Petra. Poleg tega je zasnoval fontane z monumentalnimi kiparskimi skupinami za okrasitev glavnih trgov v Rimu.
Baročna skulptura je bila navdihnjena s starorimskim kiparstvom, zlasti s slavnim kipom Laokoontova skupina iz 1. stoletja našega štetja, ki je bil na ogled v galeriji v Vatikanu. Ko je leta 1665 obiskal Pariz, je Bernini nagovoril študente na Akademiji za slikarstvo in kiparstvo; svetoval jim je, naj delajo iz klasičnih modelov in ne iz narave. Študentom je rekel: »Ko sem imel težave s prvim kipom, sem se kot preročišče posvetoval z Antinousom«.
Med pomembnimi poznofrancoskimi baročnimi kiparji sta bila Étienne Maurice Falconet in Jean Baptiste Pigalle. Friderik II. Veliki je Pigallu naročil, naj v Sanssouciju v Potsdamu v Nemčiji izdela kipe za Friderikovo različico Versaillesa. Falconet je tudi dobil pomembno tuje naročilo, s katerim je ustvaril znameniti konjeniški kip Petra Velikega, postavljen v Sankt Peterburgu pred  Gradom svetega Mihaela.
V Španiji je kipar Francisco Salzillo delal izključno na verske teme z uporabo pobarvanega lesa. Nekaj najlepših baročnih kiparskih del je bilo najdenih v pozlačenih štukaturnih oltarjih cerkva španskih kolonij Novega sveta, ki so jih izdelali lokalni obrtniki; primeri so kapela Rožnega venca cerkve Santo Domingo v Oaxaci (Mehika), 1724–1731.
- Apolon in Dafne; avtor Gian Lorenzo Bernini; 1622–1625; marmor; višina: 2.43 m; Galerija Borghese
- Kariatide v Pavillon de l'Horloge (Louvrska palača), avtor Jacques Sarazin, 1639–1640
- Sveta Veronika; Francesco Mochi; 1629–1639; carrarski marmor; višina: 5 m; bazilika sv. Petra, Vatikan
- Doprsni kip Andriesa de Graeffa; avtor Artus Quellinus Starejši; 1661; marmor; višina: 76 cm, širina: 76 cm, debelina: 36 cm; Rijksmuseum, Amsterdam
- Saturnov vodnjak; François Girardon; 1672–1677; pozlačen svinec; Versajska palača (Francija)
- Kraljeva slava jaha Pegaza; avtor  Antoine Coysevox; 1701–1702; Carrarski marmor; višina: 3,15 m, širina: 2,91 m, debelina: 1,28 m; Louvre
- Adonisova smrt; avtor Giuseppe Mazzuoli; 1710-ta; marmor; višina: 193 cm; Ermitaž (Sankt Peterburg, Russia)
- Merkur obuva tekaške copate; Jean-Baptiste Pigalle; 1753; svinec; 187 × 108 × 106 cm; Louvre

## Oprema
Glavni motivi, ki jih uporabljajo, so: rog izobilja, girlanda, otroški angeli, levje glave, ki imajo v ustih kovinski obroč, ženski obrazi, obdani z venci, ovalne kartuše, akantovi listi, klasični stebri, kariatide, pediment in drugi elementi izklesane klasične arhitekture na nekaterih delih pohištva košare s sadjem ali cvetjem, školjke, oklep in trofeje, glave Apolona ali Bakha in volute v obliki črke C.
V prvem obdobju vladavine Ludvika XIV. je pohištvo sledilo prejšnjemu slogu Ludvika XIII. Bilo je masivno in obilno okrašeno s skulpturo in pozlato. Po letu 1680 se je v veliki meri zahvaljujoč oblikovalcu pohištva Andréju Charlesu Boulleju pojavil bolj izviren in nežen slog, včasih znan tudi kot delo Boulle. Temeljil je na vložku ebenovine in drugih redkih lesov, tehniki, ki so jo prvič uporabili v Firencah v 15. stoletju, ki so jo izpopolnili in razvili Boulle in drugi, ki so delali za Ludvika XIV. Pohištvo je bilo obloženo s ploščami ebenovine, bakra in eksotičnih lesov različnih barv.
Pojavile so se nove in pogosto trajne vrste pohištva; komoda je z dvema do štirimi predali zamenjala staro skrinjo. Canapé ali kavč se je pojavil v obliki kombinacije dveh ali treh foteljev. Pojavile so se nove vrste foteljev, med njimi fauteuil en confessionale ali 'spovedniški fotelj', ki je bil oblazinjen na obeh straneh naslona stola. Tudi konzolna miza se je pojavila prvič; bila je zasnovan tako, da je bila postavljena ob steno. Druga nova vrsta pohištva je bila table à gibier, marmornata miza za posodo. Pojavile so se razbe vrste miz; pisalna miza Mazarin je imela zadaj postavljen plošči, nameščeno med dvema stebričema predalov, s štirimi nogami na vsakem stebru. 
- Omara s prizori iz Kristusovega življenja; 1620–1640; furnir, hrastov in orehov les, hruškov in ebenovina, jeklo in medenina; Narodni muzej v Varšavi (Poljska))
- Omara s prizori lova; 1620–1640; furnir, hrastov in orehov les, breza, palisander in številne druge vrste lesa ter jeklo; 174 × 148 × 63 cm; Narodni muzej v Varšavi
- Nizozemska garderoba; 1625–1650; hrast s furnirji ebony in rosewood; celotno: 244,5 x 224,3 x 85,2 cm; Muzej umetnosti Cleveland (Cleveland, Ohio, ZDA)
- Majhna miza z zložljivim vrhom (biro brisé); približno 1685; hrast, bor, oreh, furniran z ebenovino, palisandrom in intarzijami iz želve in gravirane medenine, pozlačenega brona in jekla; 77 x 106 x 59,4 cm; Metropolitanski muzej umetnosti (New York City)
- Francoska miza; 1685–1690; izrezljan, gesiran in pozlačen les z marmornato ploščo; 83,6 × 128,6 × 71,6 cm; Umetniški inštitut v Čikagu (ZDA) [65]
- Konzolna miza, ki prikazuje Kronosa ali očeta časa; 1695; pobarvan in pozlačen les z marmorjem na vrhu; 95,3 x 107,3 x 62,9 cm; Clevelandski muzej umetnosti
- Komoda; avtor André Charles Boulle; približno 1710–1720; ebanovina, pozlačeni bronasti nosilci in drugi materiali; 87,6 × 128,3 × 62,9 cm; Metropolitanski muzej umetnosti
- Nemška poševna miza; Heinrich Ludwig Rohde ali Ferdinand Plitzner; približno 1715–1725; intarzije z javorjem, amarantom, mahagonijem in orehom na smreki in hrastu; 90 × 84 × 44,5 cm; iz Mainza (Nemčija); Umetniški inštitut v Čikagu[66]

## Glasba in balet
Izraz barok se uporablja tudi za označevanje glasbenega sloga, glasbe ustvarjene v obdobju, ki se prekriva s slogom baročne umetnosti. Prva uporaba izraza 'barok' za glasbo so bile kritike. V anonimnem, satiričnem pregledu premiere oktobra 1733 Rameaujeve Hippolyte et Aricie, natisnjene v Mercure de France maja 1734, je kritik nakazal, da je novost te opere du barocque, ko se pritožuje, da glasbi primanjkuje skladne melodije, in je bila napolnjena z nenehnimi disonancami, nenehno spreminjala ključ in hitrost ter hitro tekla skozi vsako kompozicijsko napravo. Jean-Jacques Rousseau, ki je bil glasbenik, pomemben skladatelj, pa tudi filozof, je leta 1768 v znameniti Encyclopédie Denisa Diderota izrazil podobno opažanje: »Baročna glasba je tista, v kateri je harmonija zmedena in polna modulacij in disonanc.Petje je ostro in nenaravno, intonacija težka in gibanje omejeno. Zdi se, da izraz izhaja iz besede baroco, ki jo uporabljajo logiki.«
Izraz se je za glasbo tega obdobja začel uporabljati šele leta 1919, avtor muzikolog Curt Sachs.
Barok je bil obdobje glasbenega eksperimentiranja in inovativnosti. Izumljene so bile nove oblike, vključno s koncertom in simfonijo. Opera se je rodila v Italiji konec 16. stoletja (z večinoma izgubljeno Dafne Jacopa Perija, ki je nastala v Firencah leta 1598) in se kmalu razširila po celotni Evropi: Ludvik XIV. je ustanovil prvo Kraljevo glasbeno akademijo, leta 1669 pa Pierre Perrin je v Parizu odprl operno akademijo, prvo operno gledališče v Franciji, odprto za javnost in premierno predstavil Pomone, prvo veliko opero v francoščini, z glasbo Roberta Camberta s petimi dejanji, dodelano odrsko mašinerijo in baletom. Heinrich Schütz v Nemčiji, Jean-Baptiste Lully v Franciji in Henry Purcell v Angliji so v 17. stoletju pomagali vzpostaviti svoje nacionalne tradicije.
Tudi klasični balet je nastal v baročni dobi. Slog dvornega plesa je v Francijo prinesla Marija Medičejska, na začetku pa so bili sami člani dvora plesalci. Ludvik XIV. je sam javno nastopal v več baletih. Marca 1662 je kralj ustanovil Académie Royale de Danse. Bila je prva profesionalna plesna šola in družba, ki je v tem obdobju postavila standarde in besedišče za balet po vsej Evropi.
V tem obdobju je bilo predstavljenih več novih inštrumentov, vključno s klavirjem. Za izum klavirja je zaslužen Bartolomeo Cristofori (1655–1731) iz Padove v Italiji, ki ga je Ferdinando de' Medici, veliki vojvoda Toskane, zaposlil kot vzdrževalca instrumentov. Cristofori je instrument poimenoval un cimbalo di cipresso di piano e forte ('tipkovnica ciprese z mehko in glasno'), sčasoma skrajšano kot pianoforte, fortepiano in kasneje preprosto klavir.

### Skladatelji in primeri
- Giovanni Gabrieli (ok. 1554 / 1557–1612) Sonata pian 'e forte (1597), In Ecclesiis (iz Symphoniae sacrae, knjiga 2, 1615)
- Giovanni Girolamo Kapsperger (ok. 1580–1651) Libro primo di villanelle, 20 (1610)
- Claudio Monteverdi (1567–1643), L'Orfeo, favola in musica (1610)
- Heinrich Schütz (1585–1672), Musikalische Exequien (1629, 1647, 1650)
- Francesco Cavalli (1602–1676), L'Egisto (1643), Ercole amante (1662), Scipione affricano (1664)

- Jean-Baptiste Lully (1632–1687), Armide (1686)
- Marc-Antoine Charpentier (1643–1704), Te Deum (1688–1698)
- Heinrich Ignaz Franz Biber (1644–1704), Skrivnostne sonate (1681)
- John Blow (1649–1708), Venera in Adonis (1680–1687)
- Johann Pachelbel (1653–1706), Canon v D (1680)
- Arcangelo Corelli (1653–1713), 12 concerti grossi, op. 6 (1714)
- Marin Marais (1656–1728), Sonnerie de Ste-Geneviève du Mont-de-Paris (1723)
- Henry Purcell (1659–1695), Dido in Enej (1688)
- Alessandro Scarlatti (1660–1725), L'honestà negli amori (1680), Il Pompeo (1683), Mitridate Eupatore (1707)
- François Couperin (1668–1733), Les barricades mystérieuses (1717)
- Tomaso Albinoni (1671–1751), Didone abbandonata (1724)
- Antonio Vivaldi (1678–1741), Štirje letni časi (1725)
- Jan Dismas Zelenka (1679–1745), Il Serpente di Bronzo (1730), Missa Sanctissimae Trinitatis (1736)
- Georg Philipp Telemann (1681–1767), Der Tag des Gerichts (1762)
- Johann David Heinichen (1683–1729)
- Jean-Philippe Rameau (1683–1764), Dardanus (1739)
- Georg Friedrich Händel (1685–1759), Vodna glasba (1717), Mesija (1741)
- Domenico Scarlatti (1685–1757), Sonate za čembalo
- Johann Sebastian Bach (1685–1750), Toccata in fuga v d-molu (1703–1707), Brandenburški koncerti (1721), Pasijon sv. Mateja (1727)
- Nicola Porpora (1686–1768), Semiramide riconosciuta (1729)
- Giovanni Battista Pergolesi (1710–1736), Stabat Mater (1736)

## Gledališče
Obdobje baroka je bilo za gledališče v Franciji in Španiji zlata doba; dramatiki so bili Pierre Corneille, Jean Racine in Molière v Franciji ter Lope de Vega in Pedro Calderón de la Barca v Španiji.
V obdobju baroka sta se umetnost in slog gledališča hitro razvijala, skupaj z razvojem opere in baleta. Zasnova novejših in večjih gledališč, izum uporabe bolj dodelanih strojev, širša uporaba loka proskenija, ki je uokvirjal oder in skrivalnice pred občinstvom, so spodbujali scenske učinke in spektakel.
Barok je imel v Španiji katoliški in konservativni značaj po italijanskem literarnem vzoru v času renesanse. Hispansko baročno gledališče je imelo za cilj javno vsebino z idealno resničnostjo, ki je kazala tri temeljne občutke: katoliško vero, monarhistični in nacionalni ponos in čast, ki izvira iz viteškega sveta.
V baročnem španskem gledališču sta znani dve obdobji, do delitve je prišlo leta 1630. Prvo obdobje predstavljajo predvsem Lope de Vega, pa tudi Tirso de Molina, Gaspar Aguilar, Guillén de Castro, Antonio Mira de Amescua, Luis Vélez de Guevara, Juan Ruiz de Alarcón, Diego Jiménez de Enciso, Luis Belmonte Bermúdez, Felipe Godínez, Luis Quiñones de Benavente ali Juan Pérez de Montalbán. Drugo obdobje predstavljajo Pedro Calderón de la Barca in kolegi dramatiki Antonio Hurtado de Mendoza, Álvaro Cubillo de Aragón, Jerónimo de Cáncer, Francisco de Rojas Zorrilla, Juan de Matos Fragoso, Antonio Coello y Ochoa, Agustín Moreto in Francisco Bances Candamo. Te klasifikacije so ohlapne, ker je imel vsak avtor svojo pot in se je občasno lahko držal formule, ki jo je določil Lope. Mogoče je celo, da je bil Lopejev 'način' bolj liberalen in strukturiran kot Calderónov.
Lope de Vega je s svojo Arte nuevo de hacer comedias en este tiempo (1609) predstavil novo komedijo. Vzpostavil je novo dramsko formulo, ki je zlomila tri Aristotelove enotnosti italijanske pesniške šole (akcija, čas in kraj) in četrto Aristotelovo enotnost, ki govori o slogu, mešanju tragičnih in komičnih elementov, ki prikazujejo različne vrste verzov in kitic. Lope sicer dobro pozna plastično umetnost, vendar je v glavnem delu svoje kariere ni uporabljal niti v gledališču ali scenografiji. Lopejeva komedija je vizualnim vidikom gledališke predstave podelila drugo vlogo.
Tirso de Molina, Lope de Vega in Calderón so bili najpomembnejši pisatelji iger v zlati dobi Španije. Njihova dela, znana po svoji subtilni inteligenci in poglobljenem razumevanju človeške človečnosti, bi lahko šteli za most med Lopejevo primitivno komedijo in bolj dodelano Calderónovo komedijo. Tirso de Molina je najbolj znan po dveh delih, Obsojeni sumi  in Seviljski prevarant in kamniti gost, eni od prvih različic mita o Don Juanu.
Cosimo Lotti je po prihodu v Madrid na španski dvor prinesel najnaprednejše evropske gledališke tehnike. Njegove tehnike in mehanično znanje so uporabljali na razstavah palač, imenovanih Fiestas in na razkošnih razstavah rek ali umetnih vodnjakov, imenovanih Naumaquias. Bil je zadolžen za oblikovanje vrtov Buen Retiro, Zarzuela in Aranjuez ter gradnjo gledališke stavbe Coliseo del Buen Retiro.
Najbolj znan nemški dramatik je bil Andreas Gryphius, ki je uporabil jezuitski model Nizozemca Joost van den Vondela in Pierre Corneille. Tam je bil tudi Johannes Velten, ki je združil tradicijo angleških komikov in commedia dell'arte s klasičnim gledališčem Corneille in Molièra. Njegova potovalna družba je bila morda najpomembnejša v 17. stoletju.

### Španske Amerike
Po evoluciji označeni v Španiji, so se družbe komikov konec 16. stoletja začele profesionalizirati. S profesionalizacijo je prišla ureditev in cenzura: tako kot v Evropi je gledališče nihalo med strpnostjo in celo vladno zaščito in zavrnitvijo (z izjemami) ali preganjanjem s strani Cerkve. Gledališče je bilo oblastem koristno kot instrument za širjenje želenega vedenja in modelov, spoštovanje družbenega reda in monarhije, šola verske dogme.
Corrales so dajali v korist bolnišnic, ki so si delile koristi predstavništev. Potujoče družbe (ali league), ki so gledališče gledali na improviziranih odrih na prostem v regijah, ki niso imele stalnih prebivalcev, so za delo zahtevale dovoljenje podkralja, katerega cena ali pinción je bila namenjena miloščini in dela pobožno. [98] Podjetjem, ki so stabilno delala v prestolnicah in večjih mestih, je bil eden glavnih virov dohodka sodelovanje na praznovanjih Božjega telesa, ki jim ni prinašalo le ekonomskih koristi, temveč tudi prepoznavnost in družbeni ugled. Reprezentacije v palači podkralja in dvorcih aristokracije, kjer so predstavljali tako komedije svojega repertoarja kot posebne produkcije z odličnimi svetlobnimi učinki, kuliso in odrom, so bile tudi pomemben vir dobro plačanega in prestižnega dela.
Juan Ruiz de Alarcón, rojen v podkraljevstvu Nove Španije, pozneje naseljen v Španiji, je bil najvidnejša osebnost v baročnem gledališču Nove Španije. Kljub temu, da se je prilagodil novi komediji Lopeja de Vege, so opazili njegov izrazit sekularizem, njegovo preudarnost in zadržanost ter močno sposobnost psihološkega prodora kot značilnosti Alarcona proti njegovim španskim sodobnikom. Med njegovimi deli je treba omeniti La verdad sospechosa, komedijo likov, ki odraža njegov nenehni moralizatorski namen. Dramska uprizoritev Sor Juana Inés de la Cruz jo uvršča med drugo figuro špansko-ameriškega baročnega gledališča. Med njenimi deli velja omeniti avtokranski El divino Narciso in komedijo Los empeños de una casa.

## Vrtovi
Baročni vrt, znan tudi kot jardin à la française ali francoski formalni vrt, se je prvič pojavil v Rimu v 16. stoletju, nato pa najbolj znan v Franciji v 17. stoletju na vrtovih Vaux le Vicomte in Versajski palači. Baročne vrtove so kralji in knezi gradili v Nemčiji, na Nizozemskem, v Avstriji, Španiji, na Poljskem, v Italiji in v Rusiji do sredine 18. stoletja, ko jih je začel prenavljati bolj naraven angleški krajinski vrt.
Namen baročnega vrta je bil ponazoriti moč človeka nad naravo in slavo njegovega graditelja. Bbaročni vrtovi so bili postavljeni v geometrijske vzorce, kot so sobe hiše. Običajno jih je bilo najbolje videti od zunaj in gledati navzdol, bodisi z dvorca ali terase. Elementi baročnega vrta so vključevali parterje gredic ali nizke žive meje, okrašene z baročnimi vzorci, ter ravne steze in peščene aleje, ki so vrt delile in križale. Terase, klančine, stopnišča in kaskade so bile postavljene tam, kjer so bile višinske razlike, in so zagotavljale razgledne točke. Krožni ali pravokotni ribniki ali bazeni z vodo so bili prostor za fontane in kipe. Bosketi ali skrbno obrezani gaji ali linije enakih dreves so dajali videz zelenih zidov in bili kulise za kipe. Na robovih so imeli vrtovi ponavadi paviljone, oranžarije in druge zgradbe, kjer so se obiskovalci lahko zaščitili pred soncem ali dežjem.
Baročni vrtovi so zahtevali ogromno vrtnarjev, nenehno obrezovanje in veliko vode. V poznejšem delu baroka so se formalni elementi začeli nadomeščati z bolj naravnimi značilnostmi, vključno z vijugastimi potmi, gozdički raznolikih dreves, ki so rasla neobrezana; rustikalna arhitektura in slikovite strukture, kot so rimski templji ali kitajske pagode, pa tudi 'skrivni vrtovi' na robovih glavnega vrta, napolnjeni z zelenjem, kjer so obiskovalci lahko brali ali se mirno pogovarjali. Sredi 18. stoletja je bila večina baročnih vrtov delno ali v celoti spremenjena v različice angleškega krajinskega vrta.
Poleg Versajskega in vrta v Vaux-le-Vicomte med proslavljenimi baročnimi vrtovi, ki še vedno ohranjajo velik del prvotnega videza, spadajo tudi kraljeva palača Caserta blizu Neaplja; Dvorec Nymphenburg in Palači Augustusburg in Falkenlust, Brühl v Nemčiji; palača Het Loo na Nizozemskem; palača Belvedere, Dunaj; kraljeva palača La Granja de San Ildefonso v Španiji; in palača Petergof v Sankt Peterburgu v Rusiji.
- Vrt Vaux-le-Vicomte (Francija), viden z Dvorca
- Pogled na vrtno fasado Versajske palače v 1680-ih
- Načrt vrta Tuileries (Francija), ki ga je zasnoval André Le Nôtre (približno 1671)
- Danes obnovljeni parterji palače Belvedere (Dunaj, Avstrija)

## Razlika med barokom in rokokojem
Sledijo značilnosti, ki jih ima rokoko, barok pa ne:
- Delna opustitev simetrije, vse je sestavljeno iz gracioznih linij in krivulj, podobnih tistim iz secesije
- Ogromna količina asimetričnih krivulj in volut v obliki črke C.
- Zelo široka uporaba cvetja v okrasju, na primer girlande iz cvetja
- Kitajski in japonski motivi
- Tople pastelne barve[83] (belkasto rumene, kremne barve, biserne sive, zelo svetlo modre).[84]

## Konec sloga, obsodba in ponovno akademsko odkrivanje
Madame de Pompadour, ljubica Ludvika XV., je prispevala k zatonu baročnega in rokokojskega sloga. Leta 1750 je poslala svojega nečaka Abel-Françoisa Poissona de Vandièresa na dveletno misijo za preučevanje umetniškega in arheološkega razvoja v Italiji. Spremljalo ga je več umetnikov, med njimi graver Nicolas Cochin in arhitekt Soufflot. V Pariz so se vrnili s strastjo do klasične umetnosti. Vandiéres je postal markiz Marignyjev in je bil leta 1754 imenovan za kraljevega direktorja stavb. Uradno francosko arhitekturo je usmeril v neoklasicistično. Cochin je postal pomemben umetniški kritik; obsodil je Boucherjev petit style  in pozval k velikemu slogu z novim poudarkom na antiki in plemstvu na akademijah za slikanje arhitekture.
Tudi pionirski nemški umetnostni zgodovinar in arheolog Johann Joachim Winckelmann je obsodil baročni slog in pohvalil vrhunske vrednote klasične umetnosti in arhitekture. V 19. stoletju je bil barok tarča posmeha in kritik. Neoklasicistični kritik Francesco Milizia je zapisal: »Borromini v arhitekturi, Bernini v kiparstvu, Pietro da Cortona v slikarstvu ... so kuga dobrega okusa, ki je okužila veliko število umetnikov«. V 19. stoletju je kritika šla še dlje; britanski kritik John Ruskin je izjavil, da baročna skulptura ni samo slaba, temveč tudi moralno pokvarjena.
Umetnostni zgodovinar, rojen v Švici, Heinrich Wölfflin (1864–1945) je začel rehabilitacijo besede barok v svoji Renaissance und Barock (1888); Wölfflin je barok opredelil kot »gibanje, uvoženo v maso«, umetnost, ki je antiteza renesančni umetnosti. Ni razlikoval med manierizmom in barokom, kot to delajo sodobni pisatelji in prezrl poznejšo fazo, akademski barok, ki je trajal v 18. stoletju. Baročna umetnost in arhitektura sta postali modna med obema vojnama in sta ji v veliki meri še naprej naklonjeni. Izraz baroque' se še vedno lahko uporablja, ponavadi pejorativno, pri opisovanju umetniških del, obrti ali dizajna, za katere se domneva, da imajo pretirano ornamentiko ali kompleksnost linij.

## Neobaročna umetnost
Konec 19. stoletja je bila zlata doba za preporodne sloge, vključno z neobaročnim slogom.
Poleg svoje praktične (zaščitne) funkcije ima slog tudi estetske in arhitekturne namene. Odseva prevladujoče sloge neke dobe. Okraski so najpogostejši 'okraski' stavb. Okraski, ki se uporabljajo v arhitekturi 17. in 18. stoletja, se ponovno uporabljajo v baročnih stavbah, vključno z: rogovi obilja, girlandami, otroškimi angeli, ženskimi ali moškimi maskami, ovalnimi kartušami, listi akanta, klasičnimi stebri, kariatidami, pedimenti in drugimi elementi grško-rimske arhitektura. Večina baročnih stavb ima mansardne strehe, običajno modre ali včasih črne, z ovalnimi ali mansardnimi okni. Nekatere hiše v tem slogu imajo okul okrogle oblike, običajno z maskaronom na vrhu ali dnu. V Franciji in Romuniji imajo številni vhodi tende (francosko marquise; romunsko marchiză), izdelane iz stekla in kovine, običajno v obliki školjke. V teh dveh okrožjih, zlasti v Romuniji, so neobarok včasih kombinirali s secesijo. Beaux-Arts stavbe iz poznih 1890-ih in zgodnjih 1900-ih so zelo dobri primeri neobaročne arhitekture. Najbolj znane neobaročne stavbe v Parizu so: Pavillon de Flore (del Palais du Louvre), palača Garnier, Petit Palais in Grand Palais. Pomembni arhitekti tega sloga so Charles Garnier (1825–1898), Ferdinand Fellner (1847–1917), Hermann Helmer (1849–1919) in Ion D. Berindey (1871–1928).
V dekorativni umetnosti je neobarok običajno znan kot slog Napoleona III. ali Drugega cesarstva. Predmeti v tem slogu so bili zelo cenjeni v poznih 1890-ih in zgodnjih 1900-ih v Romuniji, veliko jih je bilo pripeljanih iz Francije ali Avstrije. Eden glavnih vplivov je bil slog Ludvika XVI. oziroma francoski neoklasicizem, ki ga je imela raje cesarica Eugénie. Njene sobe v palači Tuileries in drugih krajih so bile urejene v tem slogu. Med drugimi vplivi sta tudi francoska renesansa in slog Henrika II., ki sta bila priljubljena pod vplivom skrinj in omar, bifejev in kredenc, ki so bili masivni in zgrajeni kot majhne stolnice, okrašeni s stebri, pedimenti, kartušami, maskami ter izrezljanimi angeli in himerami. Običajno so bili zgrajeni iz oreha ali hrasta ali včasih iz poirierja, obarvanega, da spominja na ebenovino.
- Tête-à-tête, primer pohištva drugega cesarstva; 1850–1860; palisander, jesen, bor in oreh; 113 x 132,1 x 109,2 cm; Metropolitanski muzej umetnosti (New York)
- Mlade dame ob Seni; Gustave Courbet; 1856; olje na platnu; 174 x 206 cm; Petit Palais (Pariz)
- Rojstvo Venere; Alexandre Cabanel; 1863; olje na platnu; 130 x 225 cm; Musée d'Orsay (Pariz)
- Palača Garnier v Parizu, Charles Garnier
- Okno s parom puttov nad njim, v Wuppertalu (Nemčija)
- Vhod v Hišo znanstvenikov (Lvov, Ukrajina)
- Stopnišče Hiše znanstvenikov, Lvov
- Palača Cantacuzino na aveniji zmage iz Bukarešte (Romunija), avtor Ion D. Berindey (1898–1900)[89]

## Druga literatura
- Nataša Golob: Umetnostna zgodovina. Učbenik za umetnostno zgodovino v gimnazijskem izobraževanju, srednje tehniškem oz. strokovnem izobraževanju in poklicno tehniškem izobraževanju. Ljubljana : DZS, 2003 ISBN 86-341-2781-8 (COBISS)
- Andersen, Liselotte. 1969. Baroque and Rococo Art, New York: H. N. Abrams. ISBN 978-0-8109-8027-3
- Gauvin Alexander Bailey. 2012. Baroque & Rococo, London: Phaidon Press. ISBN 978-0-7148-5742-8
- Germain Bazin, 1964. Baroque and Rococo. Praeger World of Art Series. New York: Praeger. (Originally published in French, as Classique, baroque et rococo. Paris: Larousse. English edition reprinted as Baroque and Rococo Art, New York: Praeger, 1974)
- Christine Buci-Glucksmann. 1994. Baroque Reason: The Aesthetics of Modernity. Sage.
- Bailey, Gauvin; Lanthier, Lillian, "Baroque" (2003), Grove Art Online, Oxford Art Online, Oxford University Press, Web. Retrieved 30 March 2021. (zahtevana naročnina)
- Hills, Helen (ed.). 2011. Rethinking the Baroque. Farnham, Surrey; Burlington, VT: Ashgate. ISBN 978-0-7546-6685-1.
- Hortolà, Policarp, 2013, The Aesthetics of Haemotaphonomy: Stylistic Parallels between a Science and Literature and the Visual Arts. Sant Vicent del Raspeig: ECU. ISBN 978-84-9948-991-9.
- Michael Kitson. 1966. The Age of Baroque. Landmarks of the World's Art. London: Hamlyn; New York: McGraw-Hill.
- Gregg Lambert, 2004. Return of the Baroque in Modern Culture. Continuum. ISBN 978-0-8264-6648-8.
- John Rupert Martin. 1977. Baroque. Icon Editions. New York: Harper and Rowe. ISBN 0-06-435332-X (cloth); ISBN 0-06-430077-3 (pbk.)
- Palisca, Claude V. (1991) [1961]. Baroque Music. Prentice Hall History of Music (3. izd.). Englewood Cliffs, N.J.: Prentice Hall. ISBN 0-13-058496-7. OCLC 318382784.
- Riegl, Alois (2010).  Hopkins, Andrew (ur.). The Origins of Baroque Art in Rome (Texts and Documents). Getty Research Institute. ISBN 978-1-6060-6041-4.
- Wölfflin, Heinrich (1964) [Originally published in German, 1888]. Renaissance and Baroque. Prevod: Simon, Kathrin. ISBN 0-00-217349-2.
- Vuillemin, Jean-Claude, 2013. Episteme baroque: le mot et la chose. Hermann. ISBN 978-2-7056-8448-8.
- Wakefield, Steve. 2004. Carpentier's Baroque Fiction: Returning Medusa's Gaze. Colección Támesis. Serie A, Monografías 208. Rochester, NY: Tamesis. ISBN 1-85566-107-1.
- Massimo Colella, Il Barocco sabaudo tra mecenatismo e retorica. Maria Giovanna Battista di Savoia Nemours e l’Accademia Reale Letteraria di Torino, Fondazione 1563 per l’Arte e la Cultura della Compagnia di San Paolo, Torino (“Alti Studi sull’Età e la Cultura del Barocco”, IV-1), 2019, pp. 180.
- Massimo Colella, Separatezza e conversazione. Sondaggi intertestuali attorno a Ciro di Pers, in «Xenia. Trimestrale di Letteratura e Cultura» (Genova), IV, 1, 2019, pp. 11–37.